# Sembadel
Sembadel település Franciaországban, Haute-Loire megyében. Lakosainak száma 240 fő (2022. január 1.). Sembadel Bonneval, La Chaise-Dieu, Connangles, Félines, Monlet és Saint-Pal-de-Senouire községekkel határos.

## Népesség
A település népessége az elmúlt években az alábbi módon változott:
| Lakosok száma | 422  | 263  | 238  | 250  | 237  | 231  | 229  | 227  | 227  | 240  |
|               | 1968 | 1982 | 1990 | 2006 | 2013 | 2015 | 2017 | 2019 | 2020 | 2022 |